# Marktkirche Uttendorf

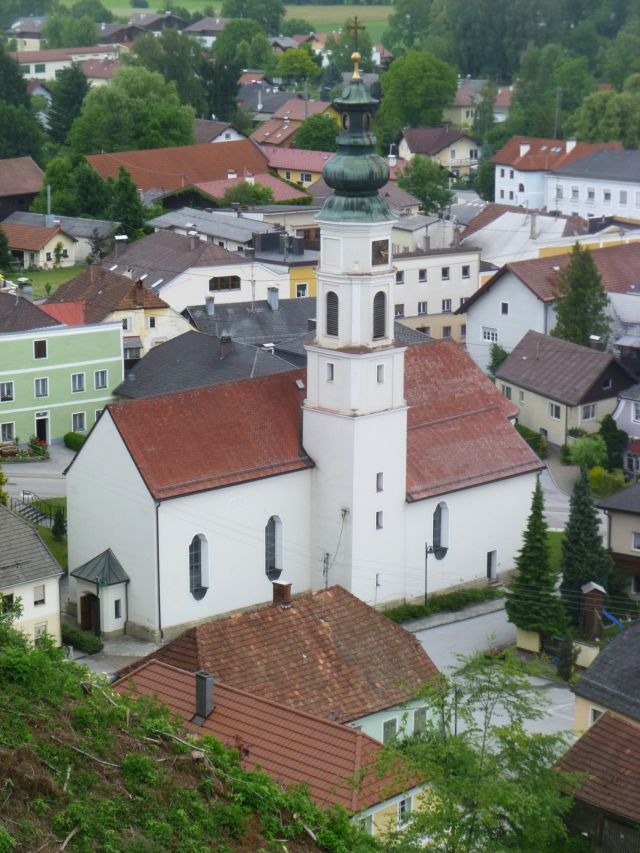
Katholische Marktkirche Hll. Peter und Paul in Uttendorf

Die Marktkirche Uttendorf steht am Fuße des Schlossberges im Ort Uttendorf in der Gemeinde Helpfau-Uttendorf im Bezirk Braunau am Inn in Oberösterreich. Die dem Patrozinium hl. Peter und Paul unterstellte römisch-katholische Filialkirche gehört zum Dekanat Mattighofen in der Diözese Linz. Die Kirche und der ehemalige Friedhof stehen unter Denkmalschutz (Listeneintrag).

## Geschichte
Konrad Graf von Burghausen als Pfarrer von Pischeldorf erbaute eine erste Kapelle. Die Kirche wurde 1382 vom Passauer Weihbischof Simon von Castoria auf die Heiligen Peter und Paul geweiht, 1410 erfolgte die Weihe der Seitenaltäre. 1652 wurde die Kirche unter Verwendung von gotischen Teilen erweitert und 1654 geweiht. Um 1770/1780 erfolgte durch den Baumeister Franz Anton Glonner. 1835 stürzten durch einen Brand das Gewölbe und der Turm ein. Restaurierungen erfolgten 1950, 1965/1966, 1985 und 1990.

## Architektur
Das Kirchenäußere zeigt eine verputzte Saalkirche mit einem profilierten umlaufenden Sockel, das Satteldach ist über die Anbauten heruntergezogen und hat über dem Chor einen halbkegelförmigen Abschluss. Langhaus und Chor zeigen rechteckige Fenster mit einem angesetzten Rundbogen. Südlich am Chor ist eine zweigeschoßige Sakristei mit Segmentbogenfenstern. Der Turm mit einem hohen Geschoß trägt ein Geschoß leicht abgesetzt mit abgefasten Ecken, darüber ein achtseitigen Aufsatz mit rundbogigen Schallfenstern und Pilastern, darüber ein niedriges Geschoß mit Uhren, der Turm trägt einen mit Kupferblech gedeckten Zwiebelhelm mit Laterne. Nordseitig besteht eine Vorhalle mit einem Sternrippengewölbe und einem lilienbeschlagenen gotischen Tor.

## Ausstattung
Der Hochaltar mit einem Aufbau aus 1852 zeigt mittig ein Rundbogenbild flankiert von Figuren auf Konsolen und Säulen und Figuren auf Konsolen auf den seitlichen Durchgängen.